# Septennat (Frankreich)
Septennat (von lat. septem = „sieben“ und annus = „Jahr“) bezeichnete die siebenjährige Amtszeit des französischen Präsidenten in der Dritten Republik, in der Vierten Republik und (bis 2002) in der Fünften Republik.
Im Oktober 2000 wurde die Amtszeit durch Verfassungsänderung auf Grundlage der Volksabstimmung am 24. September 2000 auf fünf Jahre verkürzt. Die Amtszeit heißt seitdem „Quinquennat“ (von frz. cinq bzw. lat. quinque fünf).
Durch Art. 6 des Verfassungsgesetzes Nr. 2008-724 vom 23. Juli 2008 wurde nach dem Artikel 6 Abs. 1 folgender Absatz eingefügt: Nul ne peut exercer plus de deux mandats consécutifs. (Niemand kann mehr als zwei Mandate in Folge ausüben)
Artikel 29 der Französischen Verfassung von 1946 lautete Le président de la République est élu par le Parlement. Il est élu pour sept ans. Il n'est rééligible qu'une fois. (Der Präsident der Republik wird durch das Parlament gewählt. Er wird für sieben Jahre gewählt. Er ist nur einmal wiederwählbar.)